# 13330 Dondavis
13330 Dondavis (1998 SM46) là một tiểu hành tinh vành đai chính được phát hiện ngày 25 tháng 9 năm 1998 bởi Spacewatch ở Kitt Peak.
Nó được đặt theo tên the space artist Don Davis (artist).